# Television i Danmark
Television i Danmark började sändas den 2 oktober 1951 av Statsradiofonien.

## Historik
Från 1954 började Danmarks Radio (DR)  sända dagligen, och  hade monopol på TV-sändningar ända fram till 1980-talet.

Danmarks TV-kanaler 2008 efter antalet tittare.

Den 1 oktober 1988 etablerades den rikstäckande reklamkanalen TV2. Samma år kom TV3 i skandinavisk version, vilken senare nationaliseras till TV3 Danmark. En annan stor TV-kanal är Kanal 5 och systerstationen Kanal 4, som båda ägs av SBS.
TV2 och DR1 är de två största kanalerna. Under en vecka i början av januari 2005 ägnade genomsnittsdansken 70 procent av sin tittartid åt dessa två kanaler, varav 37 procent ägnades åt TV2.
Den 1 november 2009 släcktes det analoga TV-nätet, och Danmark övergick enbart till digital-TV.

## Licens
Den danska TV- och radiolicensen bestäms av Folketinget för fyra år i taget. Huvuddelen går till Danmarks Radio, medan TV2 får en mindre del, något som lett till en del kritik. I och med Kulturministeriets avsikt att sälja majoriteten av TV2 kommer man sluta ge licenspengar till TV2:s rikssändningar, men ändå fortsätta att stödja de åtta TV2-regionerna.
År 2005 var licensen 2 040 danska kronor om året för färg-TV-licens, 1 310 kronor om man har svart-vit TV och 320 kronor om man bara har en radio.